# Cruzeta
Cruzeta là một đô thị thuộc bang Rio Grande do Norte, Brasil. Đô thị này có diện tích 295,829 km², dân số năm 2007 là 8333 người, mật độ 28,2 người/km².